# Vela nos Jogos Olímpicos de Verão de 2024 - 49er
A classe 49er da vela nos Jogos Olímpicos de Verão de 2024 foi disputada entre 28 de julho e 2 de agosto na Marina de Marselha. Um total de 40 velejadores de 20 barcos, sendo cada um representando um Comitê Olímpico Nacional (CON), participaram do evento.

## Formato
A prova foi composta por doze regatas preliminares e uma de decisão das medalhas (Medal Race). A posição em cada regata se traduz em pontos (os primeiros colocados somam um ponto na classificação, enquanto os décimos, por exemplo, somam 10 pontos), que são acumulados de regata a regata para obter a classificação. Apenas as dez menores pontuações ao fim das doze primeiras regatas avançaram para a Medal Race, na qual os pontos obtidos juntam-se aos já acumulados. Cada barco deve excluir uma regata para sua pontuação total, com exceção da Medal Race que não pode ser excluída e sua pontuação conta em dobro.

## Calendário
| Data → | Domingo 28 jul | Segunda 29 jul | Terça 30 jul  | Quarta 31 jul   | Quinta 1 ago | Sexta 2 ago |
| ------ | -------------- | -------------- | ------------- | --------------- | ------------ | ----------- |
| 49er   | Regatas 1 a 3  | Regatas 4 a 6  | Regatas 7 a 9 | Regatas 10 a 12 |              | Medal Race  |

## Medalhistas
| Ouro   | ESP Diego Botín e Florián Trittel     |
| Prata  | NZL Isaac McHardie e William McKenzie |
| Bronze | USA Ian Barrows e Hans Henken         |

## Resultados
Estes foram os resultados após as 12 regatas e a regata da medalha.
| Pos.              | Velejadores                         | CON                | Regata | Regata | Regata | Regata | Regata | Regata | Regata | Regata | Regata | Regata   | Regata | Regata   | Regata | Pontos | Pontos |
| Pos.              | Velejadores                         | CON                | 1      | 2      | 3      | 4      | 5      | 6      | 7      | 8      | 9      | 10       | 11     | 12       | MR     | Tot.   | Net    |
| ----------------- | ----------------------------------- | ------------------ | ------ | ------ | ------ | ------ | ------ | ------ | ------ | ------ | ------ | -------- | ------ | -------- | ------ | ------ | ------ |
| Medalha de ouro   | Diego Botín Florián Trittel         | ESP Espanha        | 16     | 6      | 4      | 5      | 11     | 2      | 3      | 2      | 2      | 15       | 12     | 6        | 2      | 86     | 70     |
| Medalha de prata  | Isaac McHardie William McKenzie     | NZL Nova Zelândia  | 1      | 3      | 8      | 8      | 1      | 1      | 11     | 18     | 17     | 1        | 10     | 15       | 6      | 100    | 82     |
| Medalha de bronze | Ian Barrows Hans Henken             | USA Estados Unidos | 8      | 7      | 17     | 9      | 9      | 5      | 10     | 7      | 3      | 2        | 8      | 12       | 8      | 105    | 88     |
| 4                 | Robert Dickson Sean Waddilove       | IRL Irlanda        | 9      | 4      | 1      | 4      | 2      | 21 DSQ | 4      | 13     | 9      | 11       | 14     | 2        | 18     | 112    | 91     |
| 5                 | Dominik Bursak Szymon Wierzbicki    | POL Polônia        | 10     | 8      | 6      | 1      | 18     | 14     | 8      | 1      | 13     | 9        | 5      | 8        | 10     | 111    | 93     |
| 6                 | Bart Lambriex Floris van de Werken  | NED Países Baixos  | 13     | 1      | 7      | 16     | 7      | 11     | 19     | 6      | 7      | 13       | 1      | 13       | 4      | 118    | 99     |
| 7                 | James Peters Fynn Sterrit           | GBR Grã-Bretanha   | 18     | 11     | 13     | 6      | 5      | 4      | 5      | 11     | 1      | 19       | 6      | 5        | 14     | 118    | 99     |
| 8                 | Sébastien Schneiter Arno De Planta  | SUI Suíça          | 2      | 9      | 11     | 17     | 3      | 19     | 1      | 5      | 15     | 6        | 4      | 19       | 12     | 123    | 104    |
| 9                 | Šime Fantela Mihovil Fantela        | CRO Croácia        | 12     | 15     | 12     | 13     | 4      | 6      | 2      | 15     | 8      | 10       | 2      | 1        | 22 OCS | 122    | 107    |
| 10                | Hernán Umpierre Fernando Diz        | URU Uruguai        | 5      | 2      | 14     | 2      | 17     | 13     | 18     | 9      | 4      | 8        | 13     | 7        | 16     | 128    | 110    |
| 11                | Jakob Meggendorfer Andreas Spranger | GER Alemanha       | 6      | 21 BFD | 3      | 12     | 8      | 3      | 16     | 12     | 11     | 7        | 17     | 14       | –      | 130    | 109    |
| 12                | Erwan Fischer Clément Péquin        | FRA França         | 7      | 16     | 2      | 3      | 19     | 10     | 7      | 8      | 12     | 21 UFD   | 20     | 11       | –      | 136    | 115    |
| 13                | Wen Zaiding Liu Tian                | CHN China          | 4      | 10     | 15     | 7      | 6      | 15     | 13     | 14     | 5      | 15.5 DPI | 21 DPI | 14.5 DPI | –      | 140    | 119    |
| 14                | Benjamin Bildstein David Hussl      | AUT Áustria        | 3      | 5      | 9      | 11     | 13     | 17     | 17     | 19     | 6      | 16       | 15     | 10       | –      | 141    | 122    |
| 15                | Jim Colley Shaun Connor             | AUS Austrália      | 19     | 17     | 10     | 14     | 10     | 9      | 12     | 3      | 10     | 3        | 16     | 20       | –      | 143    | 123    |
| 16                | Yannick Lefèbvre Jan Heuninck       | BEL Bélgica        | 20     | 19     | 5      | 15     | 15     | 7      | 14     | 17     | 19     | 4        | 3      | 9        | –      | 147    | 127    |
| 17                | Will Jones Justin Barnes            | CAN Canadá         | 14     | 13     | 20     | 18     | 12     | 8      | 15     | 4      | 20     | 14       | 7      | 17       | –      | 162    | 142    |
| 18                | Daniel Nyborg Nikolaj Hoffmann Buhl | DEN Dinamarca      | 11     | 18     | 18     | 10     | 21 UFD | 16     | 6      | 16     | 18     | 17       | 18     | 3        | –      | 172    | 151    |
| 19                | Marco Grael Gabriel Simões          | BRA Brasil         | 21 DPI | 14     | 16     | 20     | 16     | 18     | 9      | 10     | 16     | 12       | 19     | 16       | –      | 187    | 166    |
| 20                | Akira Sakai Russell Aylsworth       | HKG Hong Kong      | 17     | 12     | 19     | 19     | 14     | 12     | 20     | 20     | 14     | 18       | 9      | 18       | –      | 192    | 172    |

Legenda
| - DSQ = Desclassificado; - DPI = Penalidade discricionária imposta; - OCS = Queima de largada; | - UFD = Desclassificação por bandeira "U"; - BFD = Desclassificação por bandeira preta. |